# 平知宗
平 知宗（たいら の ともむね）は、平安時代末期から鎌倉時代中期にかけての平家の落人。平家一門の平知盛の四男。惟宗 知宗（これむね ともむね）や宗 知宗（そう ともむね）、武藤 知宗（むとう ともむね）とも名乗っている。

## 略歴
寿永3年（1184年）、平家の都落ちで各地を転々としている時期に誕生。元暦2年（寿永4年/1185年）に壇ノ浦の戦いで平家が滅亡した後、長門国斎藤兵庫を経て鎮西奉行武藤資頼と乳母の惟宗氏によって庇護される。
その後、武藤資頼の養子になり、正治2年（1200年）に太宰大監に任官する。
建長7年7月5日（1255年8月8日）、大宰府北殿で死去。享年72。死去した日については異説あり、建長7年7月3日（1255年8月6日）とする説もある。
対馬の宗氏は知宗の子孫と称した。

## 系譜
- 父：平知盛
- 母：不詳
- 妻：不詳
  - 男子：宗重尚?
  - 男子：宗助国?